# 蛮子 (文济王)
蛮子（？—1353年），元朝宗室诸王，元世祖忽必烈的孙子，镇南王脱欢的第五子。
蛮子兄弟六人：镇南王老章、镇南王脱不花、威顺王宽彻不花、淮王帖木儿不花、蛮子、宣德王不答失里。元统二年（1334年）四月，元惠宗封蛮子为文济王，出镇大名（今河北省大名县）。至元二年（1336年），赐金印驲券及从者衣粮。至正十三年（1353年），去世。其子不花帖木儿袭封。 

## 延伸阅读
[在维基数据编辑]
 《新元史/卷114》，出自柯劭忞《新元史》